# Rynek w Kołaczycach

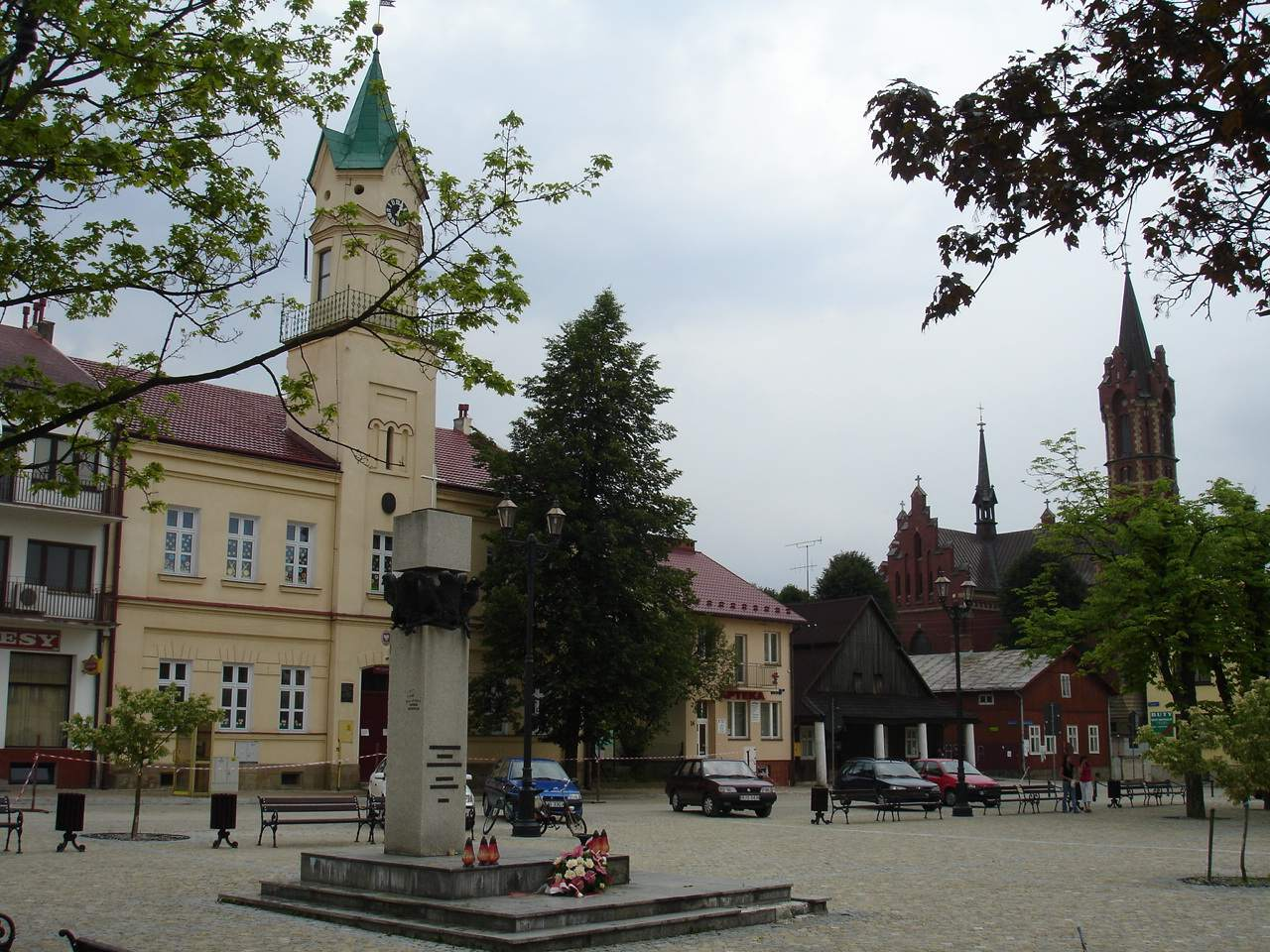
Fragment rynku z ratuszem

Rynek w Kołaczycach – centrum założenia miejskiego Kołaczyc w powiecie jasielskim.

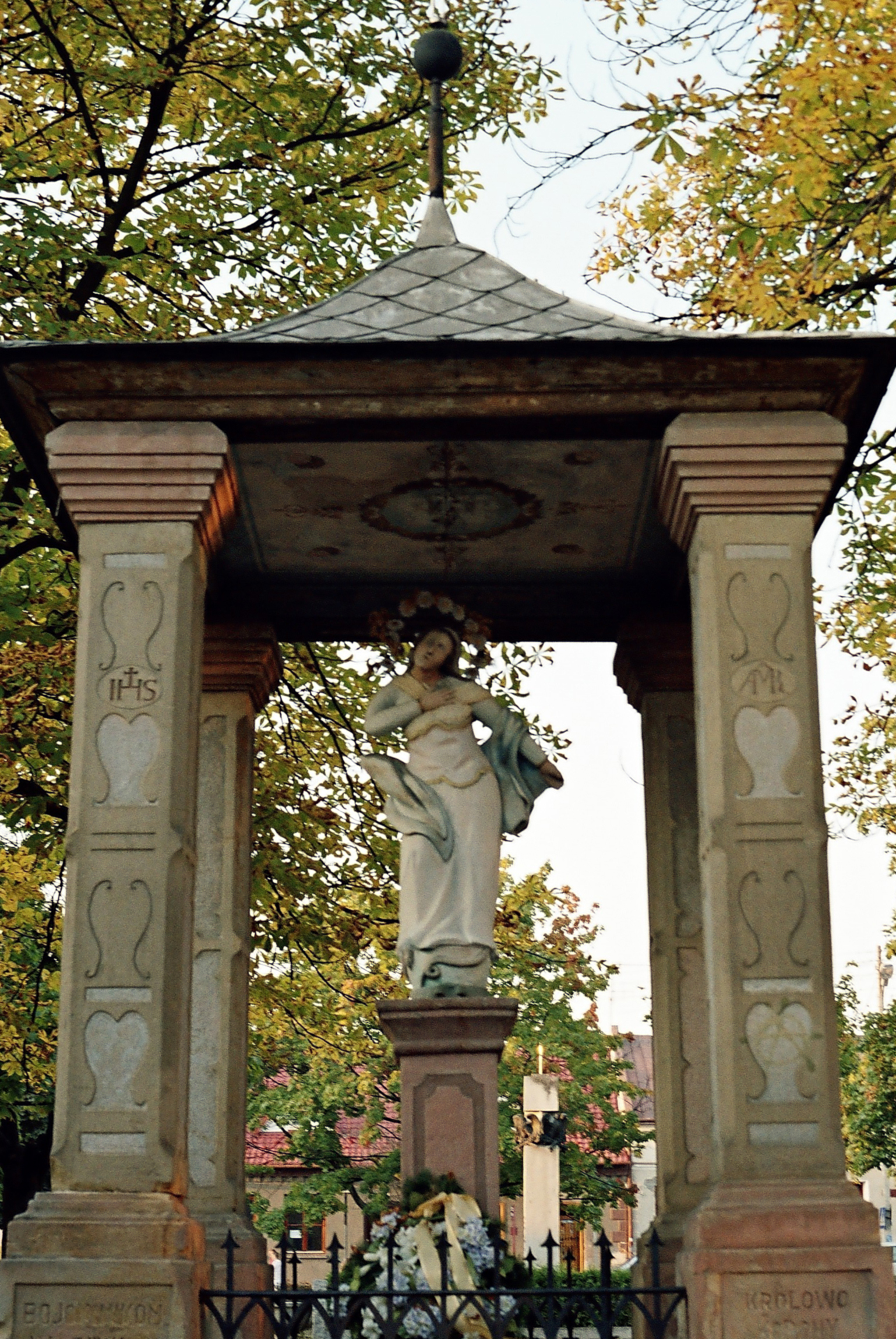
Figura MB Niepokalanej

Rynek, wraz z ortogonalnym układem miejskim, powstał wraz z założeniem miasta na prawie magdeburskim w 1339. Układ taki jest charakterystyczny dla części miast Podkarpacia i charakteryzuje się podziałem na dziewięć pól. Rynek ma wymiary 90 x 67,5 metra (2 x 1,5 sznura) i powierzchnię 0,6 hektara. Wnętrze otaczają cztery pojedyncze bloki zabudowy o głębokości jednego sznura. Bloki podzielono na tzw. kurie, czyli działki siedliskowe.
Pierwotnie pierzeje zabudowane były domami drewnianymi, parterowymi, prawdopodobnie usytuowanymi kalenicowo. Zabudowa ta uległa do dziś transformacji – obecnie domy są murowane, usytuowane szczytowo, częściowo piętrowe. Po II wojnie światowej rynek nie został całościowo zadrzewiony, co było charakterystyczne dla tego rejonu Polski. Pamiątkami przeszłości są: fontanna Bartek ufundowana przez hrabiego Łosia z Brzysk w 1880, kapliczka (XIX wiek) z barokową rzeźbą Matki Boskiej Niepokalanej oraz kapliczka z 1803 w południowej części rynku. Rynek został zmodernizowany w początku XXI wieku, ale ruch kołowy i parkingi nie zostały z niego wyeliminowane.